# 1807 Словачка
1807 Словачка (енгл. 1807 Slovakia) је астероид главног астероидног појаса чија средња удаљеност од Сунца износи 2,226 астрономских јединица (АЈ).
Апсолутна магнитуда астероида је 12,1.